# (6706) 1988 VD3
(6706) 1988 VD3 (1988 VD3, 1973 SH2) — астероїд головного поясу.
Тіссеранів параметр щодо Юпітера — 3,504.